# Mitsubishi Colt

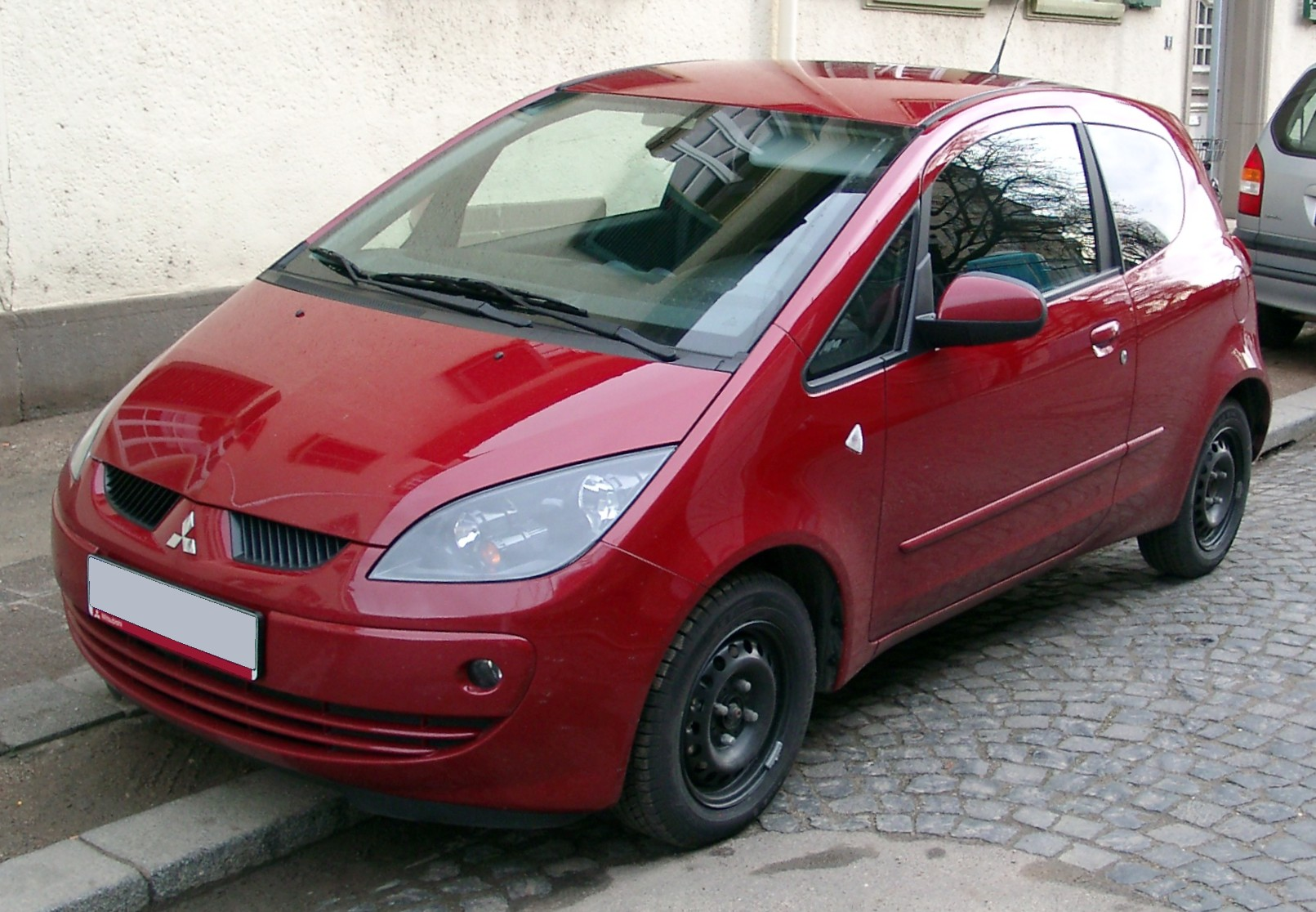
Mitsubishi Colt

De Mitsubishi Colt is een automodel in de compacte klasse van de Japanse autofabrikant Mitsubishi Motors.
In juli 1962 werd de allereerste Colt, de Mitsubishi Colt 600, verkocht als opvolger van de Mitsubishi 500 Super DeLuxe.
Ruim 50 jaar later was de Colt nog in productie. Er zijn zes voorwielaangedreven generaties Colt geproduceerd. De Amerikaanse autofabrikanten Dodge, Plymouth en Eagle verkochten de Mitsubishi Colt respectievelijk als Dodge Colt, Plymouth Champ, Plymouth Colt, Eagle Summit (vanaf derde generatie Mitsubishi Colt) en Eagle Vista, als vormen van badge-engineering.
De Colt is eveneens in een zeldzamere GT-versie verschenen.

## Historische modellen

### Colt 600

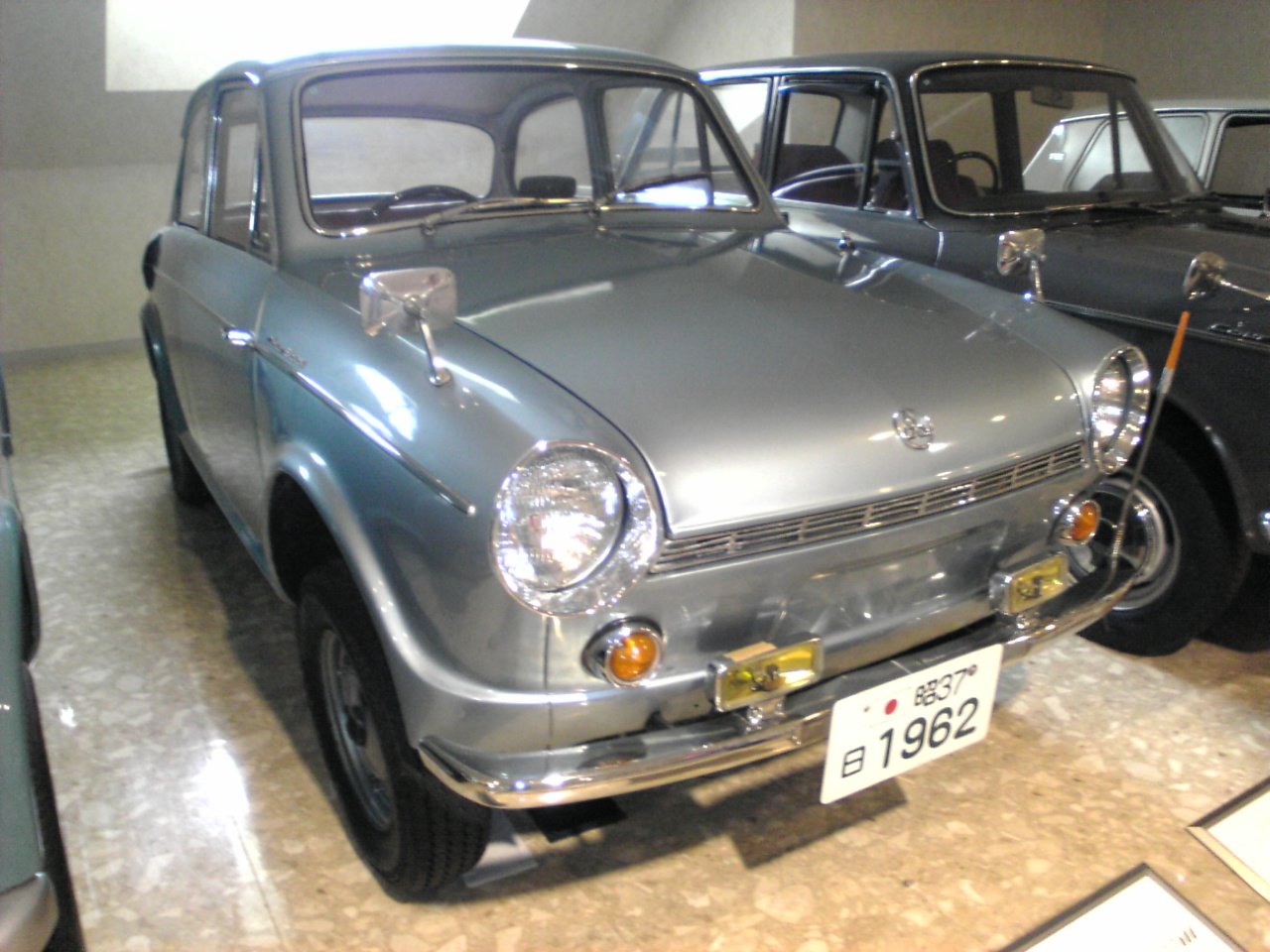
Mitsubishi Colt 600

Op de negende Tokyo Motor Show in 1962 werd de Mitsubishi Colt 600 getoond. Dit model is een make-over van de Mitsubishi 500, en behoudt de achterwielaandrijving en de achterin geplaatste motor. Nieuw was de versnellingspook aan de stuurkolom, een bank voor de inzittenden en een grotere brandstoftank. Naast de tentoongestelde Colt 600 werd een cabriolet carrosserievorm getoond, echter werd deze nooit verkocht.
De Colt 600 wordt aangedreven door de 0,6 liter (594 cc) viertakt tweecilinder NE35B motor. Deze motor heeft een maximaal vermogen van 18,35 kW of 25 DIN pk bij 4800 tpm en een maximaal koppel van 41,2 Nm bij 3400 tpm.
In de Maleise Grand Prix van 1963 deden twee Colt 600's mee, en finishten als tweede en derde. In hetzelfde jaar, ten tijde van de eerste Japanse Grand Prix (een voorloper van de Grand Prix Formule 1 van Japan), reed Kazuo Togawa naar de elfde plaats.
De verkoop van de Colt 600 eindigde in 1965. De Colt 800 verving dit model.

### Colt 1000 (A20)

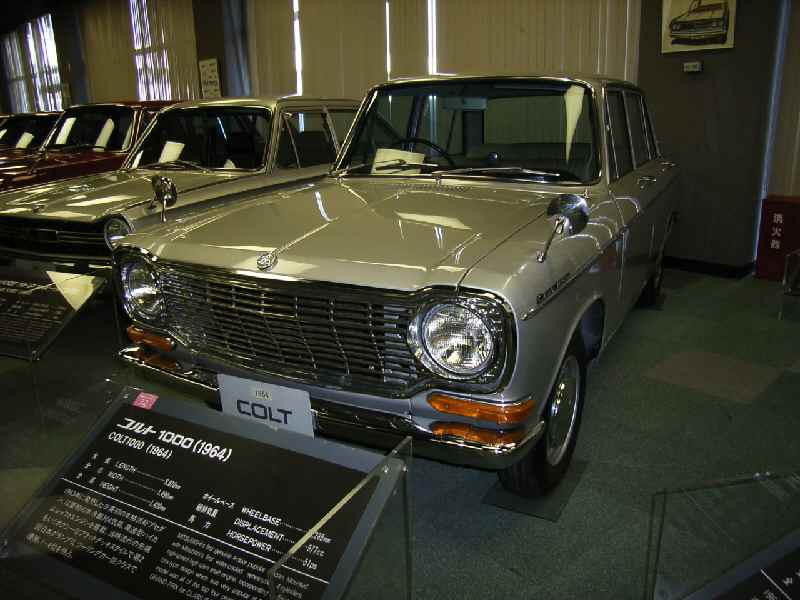
Mitsubishi Colt 1000

De Mitsubishi Colt 1000 werd geïntroduceerd in juli 1963 als vierdeurs sedan met achterwielaandrijving met een langsgeplaatste motor voorin. De Colt 1000 wordt aangedreven door de 1,0 liter (977 cc) viercilinder KE43 motor met een maximaal vermogen van 37 kW of 51 DIN pk bij 6000 tpm. In 1966 werd de KE43 motor herzien en kreeg deze een maximaal vermogen van 40 kW of 55 DIN pk bij 6000 tpm. Dit model heeft een topsnelheid van 125 km/u.
De Colt 1000 beschikt over een handgeschakelde volledig gesynchroniseerde handbak met vier versnellingen. In december 1965 werd een SCAT (Single Coupling Automatic Transmission) drietraps automaat toegevoegd. De topsnelheid bleef gelijk.
Dit model was leverbaar als Standard, DeLuxe en, vanaf april 1964, Popular.
De Colt 1000 won in 1964 de Japanse Grand Prix.
De verkoop van de Colt 1000 stopte in 1966, en werd vervangen door de Colt 1100.

#### Colt 1100 (A21)
De Colt 1100 verving de Colt 1000 in september 1966. Dit was de allereerste auto op de Japanse markt met een 1,1 liter motor.

#### Colt 1200 (A23)

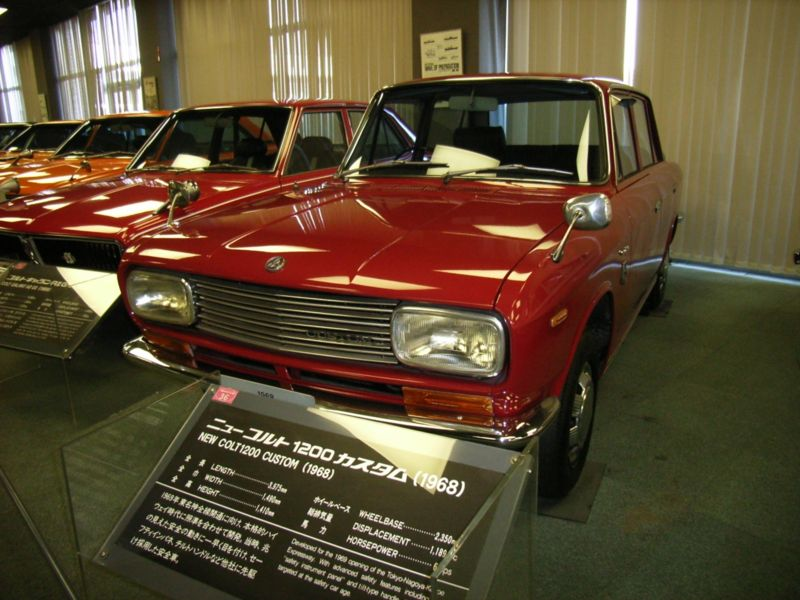
Mitsubishi Colt 1200

In mei 1968 werd de Colt 1200 geïntroduceerd, met de 1,2 liter (1189 cc) KE46 motor. Deze motor heeft een maximaal vermogen van 46 kW of 62 DIN pk bij 6000 tpm en een maximaal koppel van 94 Nm bij 3800 tpm.
De Mitsubishi Colt 1200 was ook leverbaar als twee- en vierdeurs stationwagen, de Colt 1200 Estate Van.

#### Colt 1500 (A25)
In oktober 1965 werd de Colt 1500 geïntroduceerd, welke een iets langere wielbasis heeft als de andere verwante modellen. Dit model werd geleverd met de 1,5 liter (1498 cc) KE45 motor met een maximaal vermogen van 51 kW of 70 pk bij 5000 tpm en een maximaal koppel van 112,8 Nm bij 3000 tpm.
Naast de sedan was ook een tweedeurs stationwagen leverbaar, de Colt 1500 Van. Met de achterbank neergeklapt heeft de Colt 1500 Van een laadvermogen van 400 kg. De Van uitvoering is eenvoudig uitgevoerd, met bekleding en vloermatten van vinyl, standaard zonder radio, verwarming en sigarettenplug.
Een Colt 1500 Overtop uitvoering was leverbaar met een handgeschakelde vierbak. Deze verhoogde de topsnelheid van 140 naar 145 km/u.
Vanaf december 1966 werd de Colt 1500 Sports Sedan geleverd, welke was gebouwd op het chassis van de Colt 1100.

##### Colt 1500 (A27)
In mei 1968 kreeg de Colt 1500 een facelift. Vanaf augustus 1968 werd de vernieuwd Colt 1500 Sports Sedan geleverd met een aangepaste KE45 motor met dubbele SU carburateurs. Dit model heeft een maximaal vermogen van 63 kW of 85 DIN pk.

Ten tijde van de facelift werd ook de Mitsubishi Colt 1500 Estate Van geïntroduceerd. Dit model had vier deuren, in tegenstelling tot de uitvoering van voor de facelift. Dit model heeft een grotere laadcapaciteit dan de voorganger, 500 kg met de achterbank neergeklapt en 300 kg met de bank omhoog. De Colt 1500 Estate Van was leverbaar in wit, okergeel en lichtgrijs.

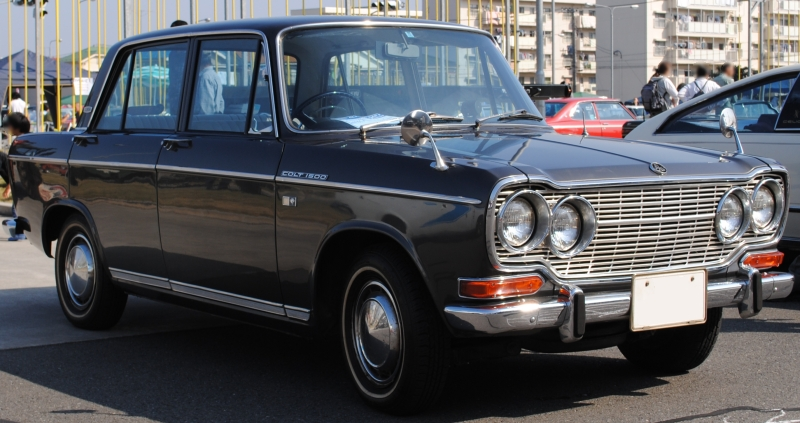
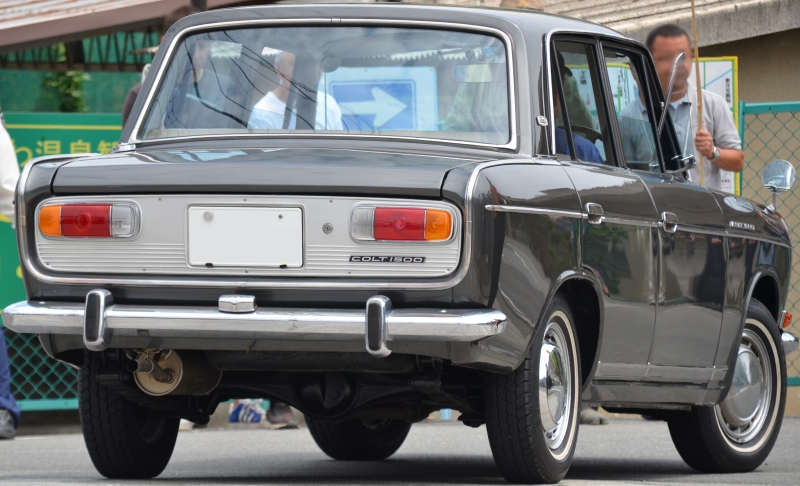

### Colt 800
Op de twaalfde Tokyo Motor Show werd de Colt 800 getoond aan het publiek. De Mitsubishi Colt 800 was leverbaar van januari 1965 tot januari 1970, en is de opvolger van de Colt 600. De Colt 800 werd aanvankelijk geleverd als fastback, zonder kofferklep. Eind 1967 werd een driedeurs hatchback carrosserievorm geïntroduceerd, en begin 1968 werd een vierdeurs hatchback toegevoegd.
Aanvankelijk werd de Colt 800 aangedreven door een 843 cc tweetakt driecilinder motor met een maximaal vermogen van 33 kW of 45 DIN pk bij 4500 tpm en een maximaal koppel van 81,4 Nm bij 3000 tpm. Later werd de 1,1 liter (1088 cc) viertakt KE44 motor met een maximaal vermogen van 73 DIN pk bij 6300 tpm en een maximaal koppel van 82 Nm bij 4500 tpm toegevoegd. De Colt 800 beschikte over een handgeschakelde vierbak en had een topsnelheid van 120 km/u.
Productie van de Colt 800 eindigde in september

#### Colt 1000F
In 1966 werd de Colt 1000F geïntroduceerd, welke dezelfde 1,0 liter KE43 motor heeft als de Colt 1000 sedan. In mei 1969 stopte de productie van de Colt 1000F. De poten onder het deksel van het reservewielcompartiment kunnen uitklappen, waardoor een handige picknicktafel ontstaat.

Mitsubishi Colt 1000F
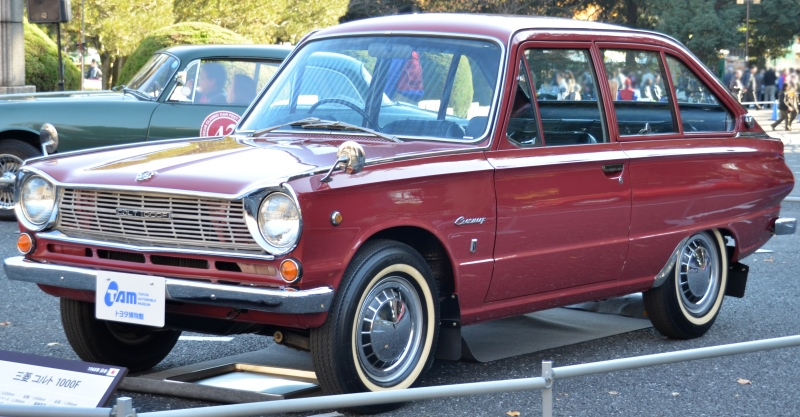
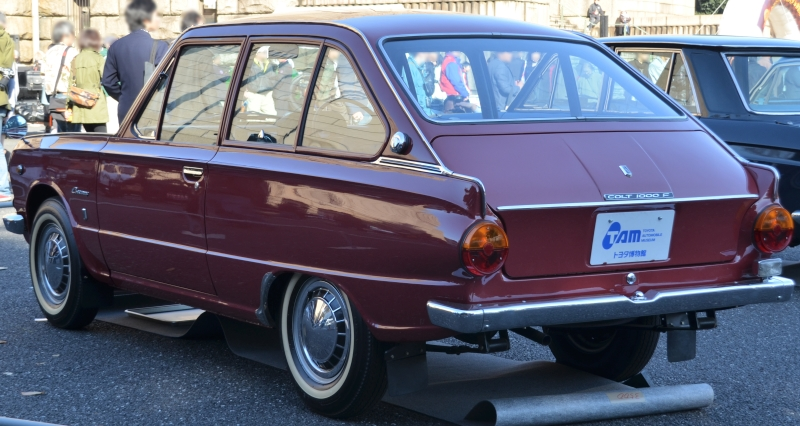

#### Colt 1100F (A82)

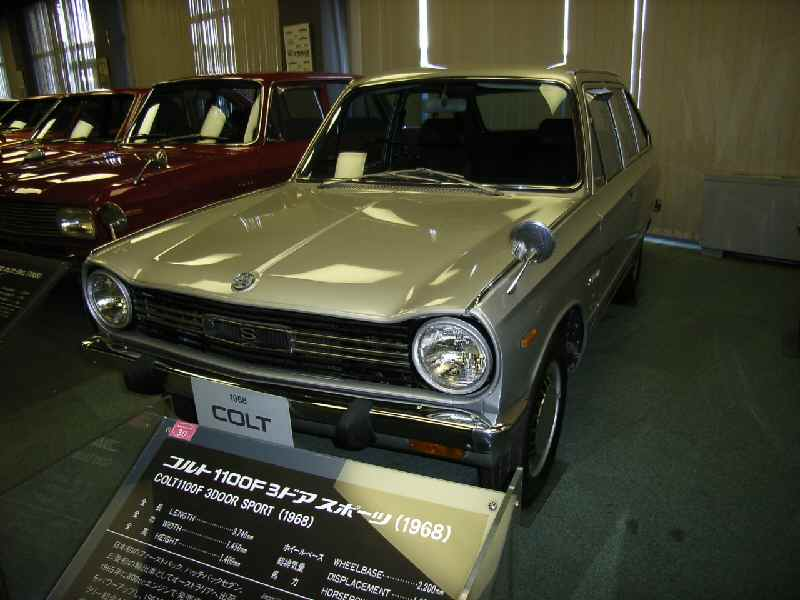
Mitsubishi Colt 1100F

In augustus 1968 kreeg de fastback dezelfde motor als de Colt 1100, de 1,1 liter KE44 motor. In mei 1969 veranderde de Colt 1100FF van naam in de Colt 11F. De productie van de Colt 11F eindigde in maart 1971.

## Herintroductie
De verkoop van de laatste originele Colt eindigde in 1971, waarna de Colt verdween uit het leveringsprogramma. In december 1969 werd daarentegen de Mitsubishi Colt Galant gelanceerd, welke al snel Mitsubishi Galant ging heten. In maart van 1978 werd de Mitsubishi Mirage geïntroduceerd, een voorwielaangedreven hatchback. In Europa werd dit model verkocht als Colt. Bepaalde generaties Mitsubishi Lancer zijn de sedan-carrosserievorm van de Mirage, andere modellen vormen hun eigen basis.
In Nederland zijn zes voorwielaangedreven generaties Colt geleverd. Buiten Europa en in Japan werd en worden de Colt op zeer uiteenlopende manieren verkocht. De zesde en laatste generatie Colt heette ook Colt in Japan, waar de Mirage naam tot op dan gevoerd werd. Met de introductie van de Mitsubishi Space Star A03A en A05A in 2012-2013 veranderde de naam weer terug in Mirage voor de Japanse en Amerikaanse markt. Zo zijn er vele uitzonderingen en bijzonderheden die per markt, generatie en carrosserievorm verschillen.

### Eerste generatie (A150)

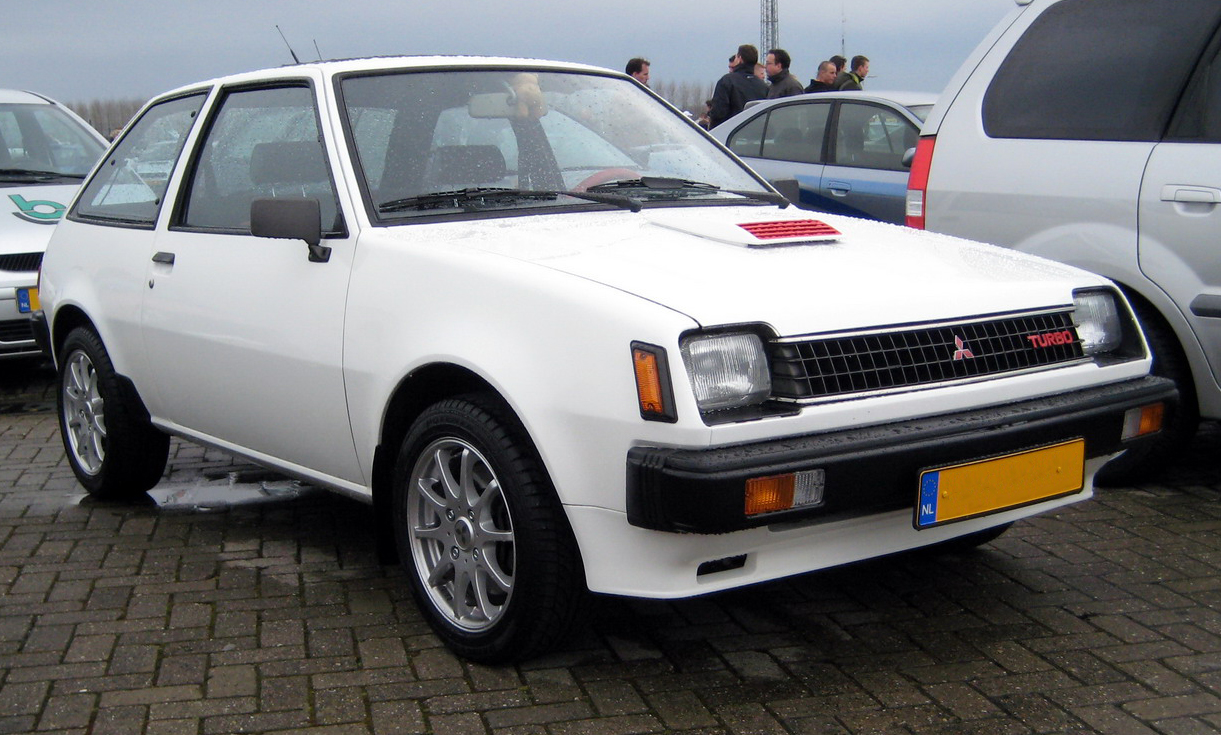
Mitsubishi Colt A152

De eerste generatie Colt werd geïntroduceerd als driedeurs hatchback in Japan in maart 1978, en werd leverbaar in Nederland als vijfdeurs hatchback vanaf januari 1979.

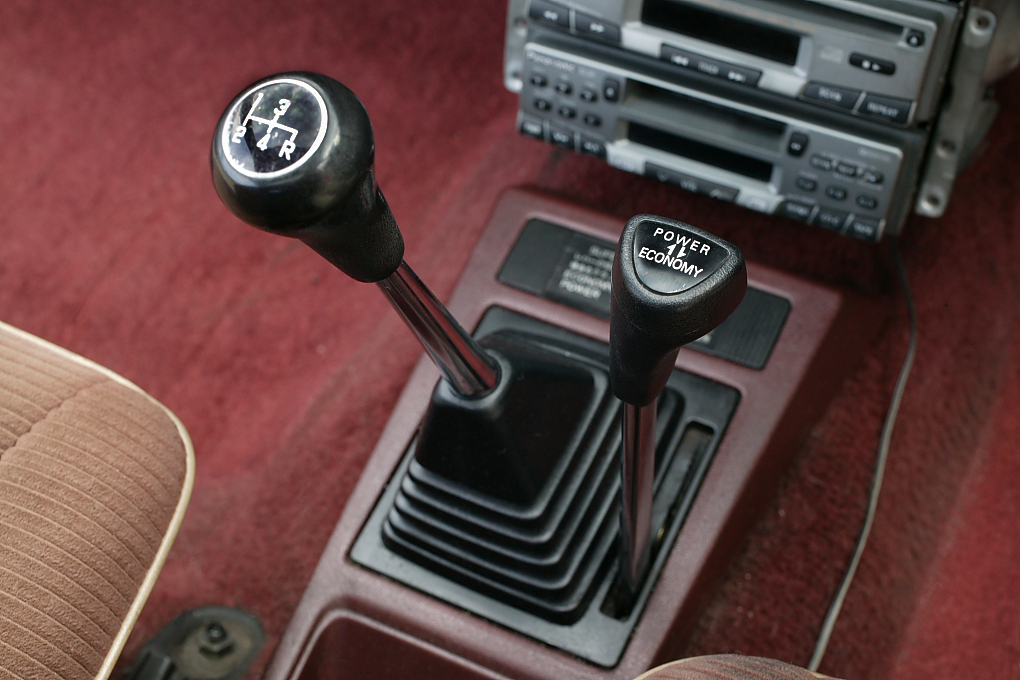
Mitsubishi Super Shift transmissie

Deze generatie Colt was leverbaar in Nederland met de 1,2 liter 4G11 en 1,4 liter 4G12 benzinemotoren, met respectievelijk de modelcode A155 en A156. Beide motoren werden standaard uitgerust met de Mitsubishi Super Shift handgeschakelde versnellingsbak. Deze transmissie heeft vier versnellingen met daarnaast een tweede hendel om een overdrive te selecteren voor iedere versnelling. De 1,4 liter motor kon optioneel gekoppeld worden aan een drietraps automaat.
In juni 1982 werd de Mitsubishi Colt 1400 Turbo leverbaar met de 1,4 liter 4G12T turbo benzinemotor, met modelcode A152. Dit model heeft een maximaal vermogen van 77 kW of 105 DIN pk bij 5500 tpm en een maximaal koppel van 155 Nm bij 3500 tpm.

### Tweede generatie (C10)

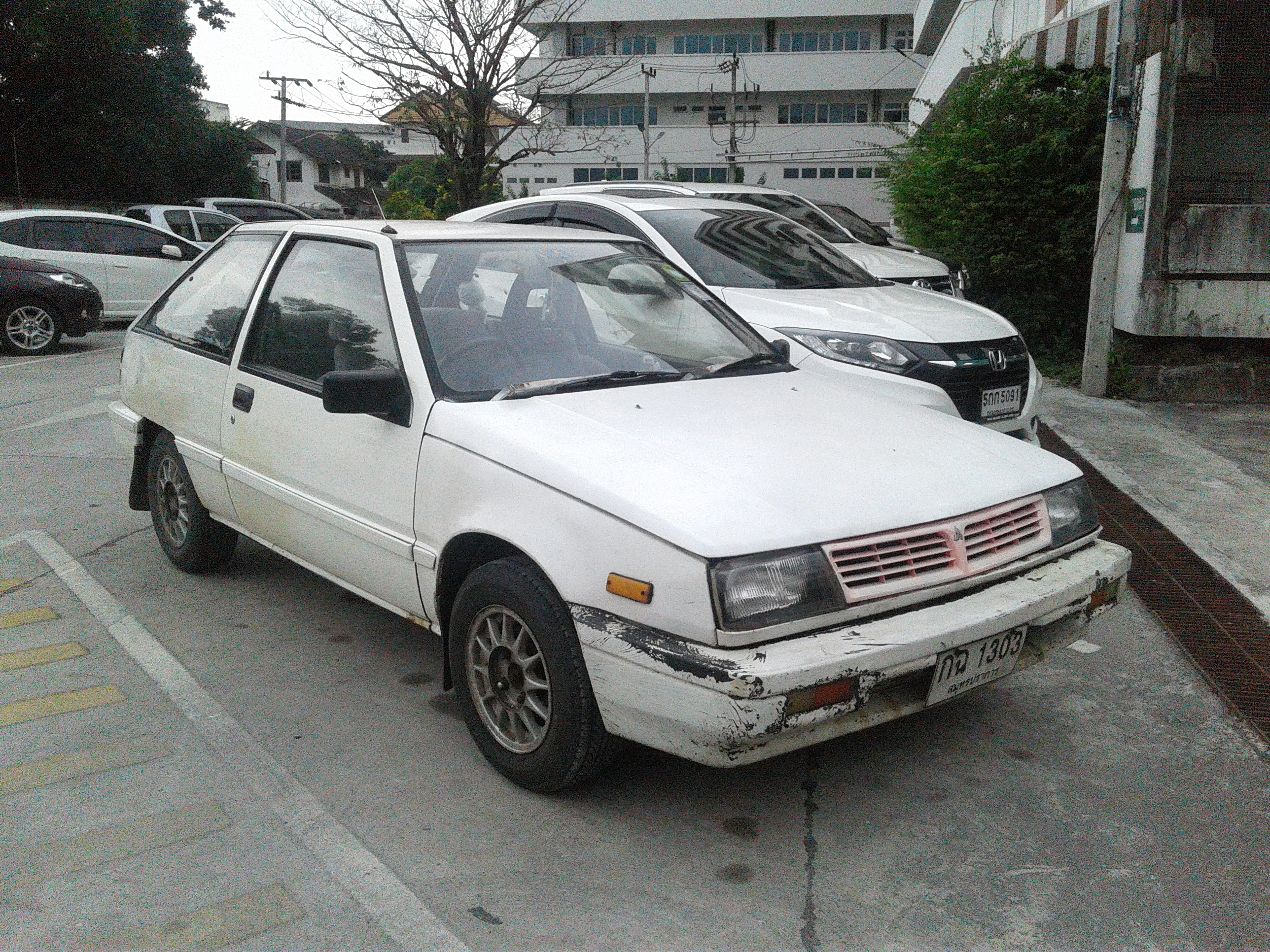
Mitsubishi Mirage C10

In 1983 werd de tweede generatie Mirage geïntroduceerd in Japan, welke vanaf maart 1984 als Colt leverbaar werd in Nederland. Een Mirage stationwagen en sedan waren leverbaar, die optioneel vierwielaandrijving heeft. In Nederland waren deze carrosserievormen leverbaar als Lancer en Lancer Wagon.
De tweede generatie Colt werd geleverd met de 1,2 liter 4G16, 1,5 liter 4G15 en 1,6 liter 4G32T benzinemotoren en de 1,8 liter 4D65 dieselmotor.
In 1986 introduceerde Mitsubishi de Mirage X1X in Japan. Dit model heeft een stuurwiel en lichtmetalen velgen ontworpen door Porsche.
De tweede generatie Colt was leverbaar tot september 1988.

### Derde generatie (C50)

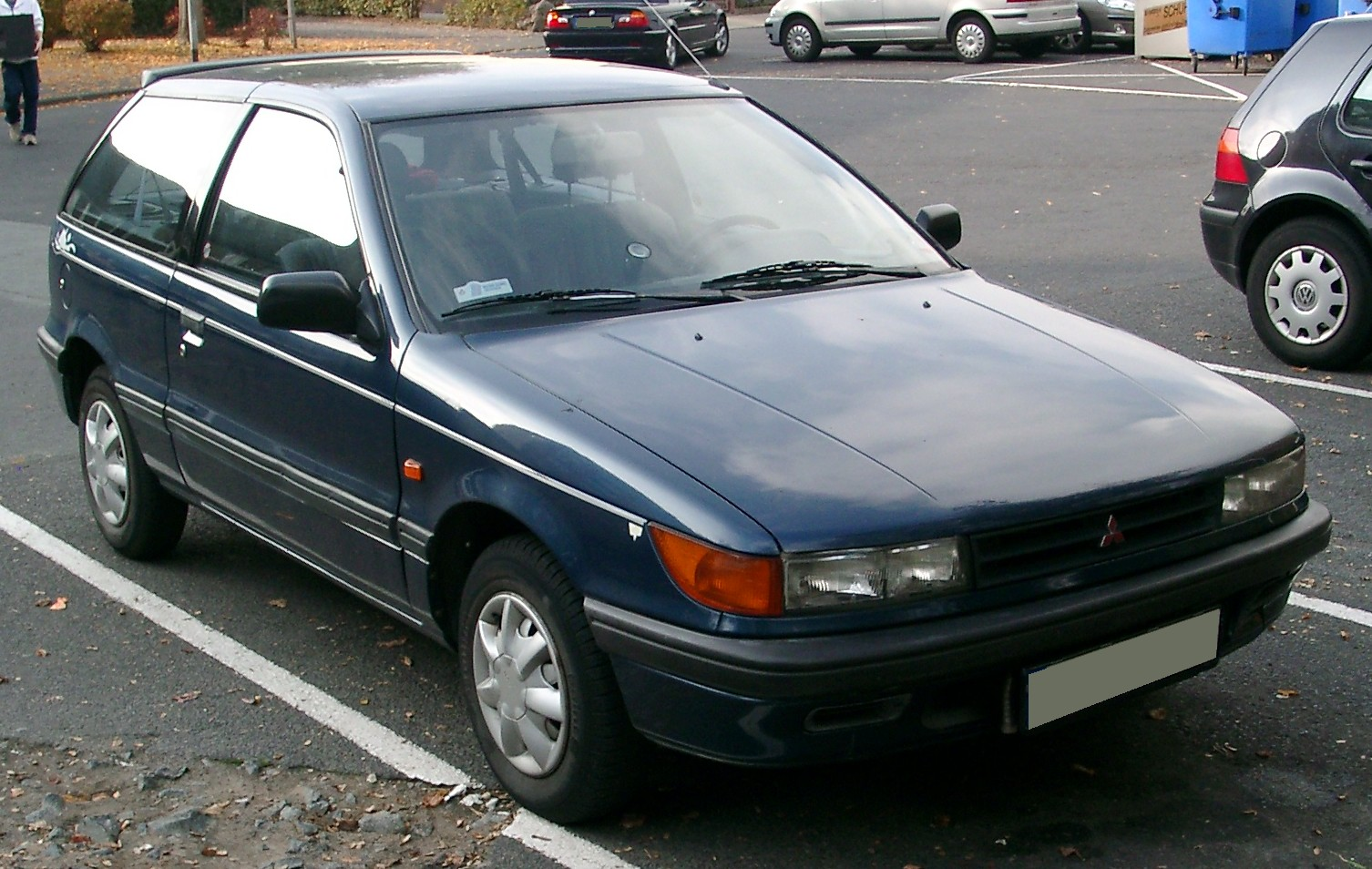
Mitsubishi Colt C50

Vanaf oktober 1987 werd de derde generatie Mirage geleverd in Japan, en kwam vanaf augustus 1988 als Colt naar Nederland.

### Vierde generatie (CA0)

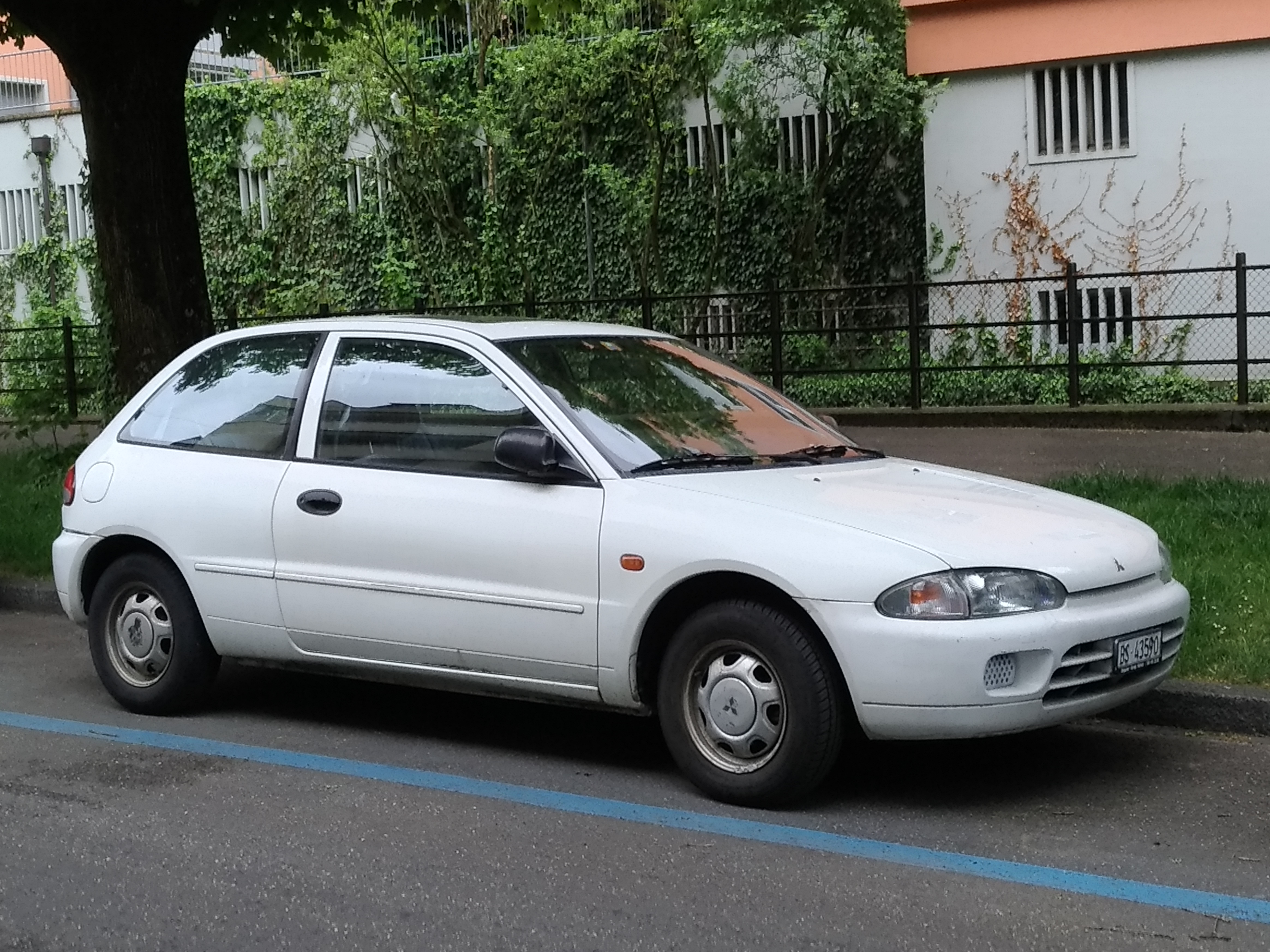
Mitsubishi Colt CA0

Vanaf januari 1992 was de vierde generatie Colt leverbaar in Nederland.

### Vijfde generatie (CJ0)

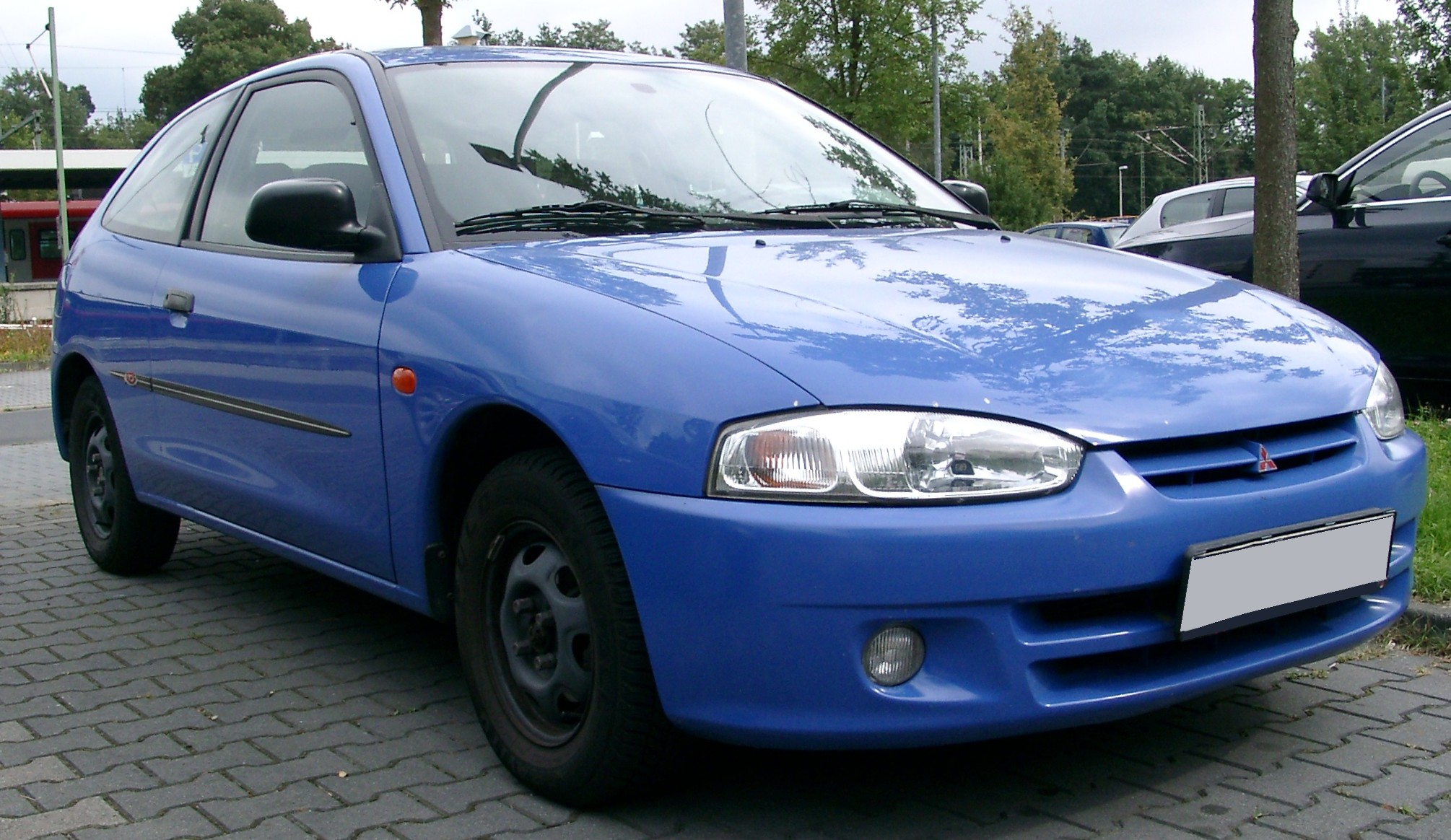
Mitsubishi Colt CJ0

Vanaf maart 1996 was de vijfde generatie Colt leverbaar in Nederland.
Van april 2002 tot mei 2003 was een actiemodel, de Mitsubishi Colt Xplod, leverbaar. Dit model heeft een cd-speler, airconditioning, een leren stuur, centrale vergrendeling, metallic lak, toerenteller en blauwe wijzerplaten. Dit actiemodel is gebaseerd op het 1,3 liter Family model.

### Zesde generatie (Z30)

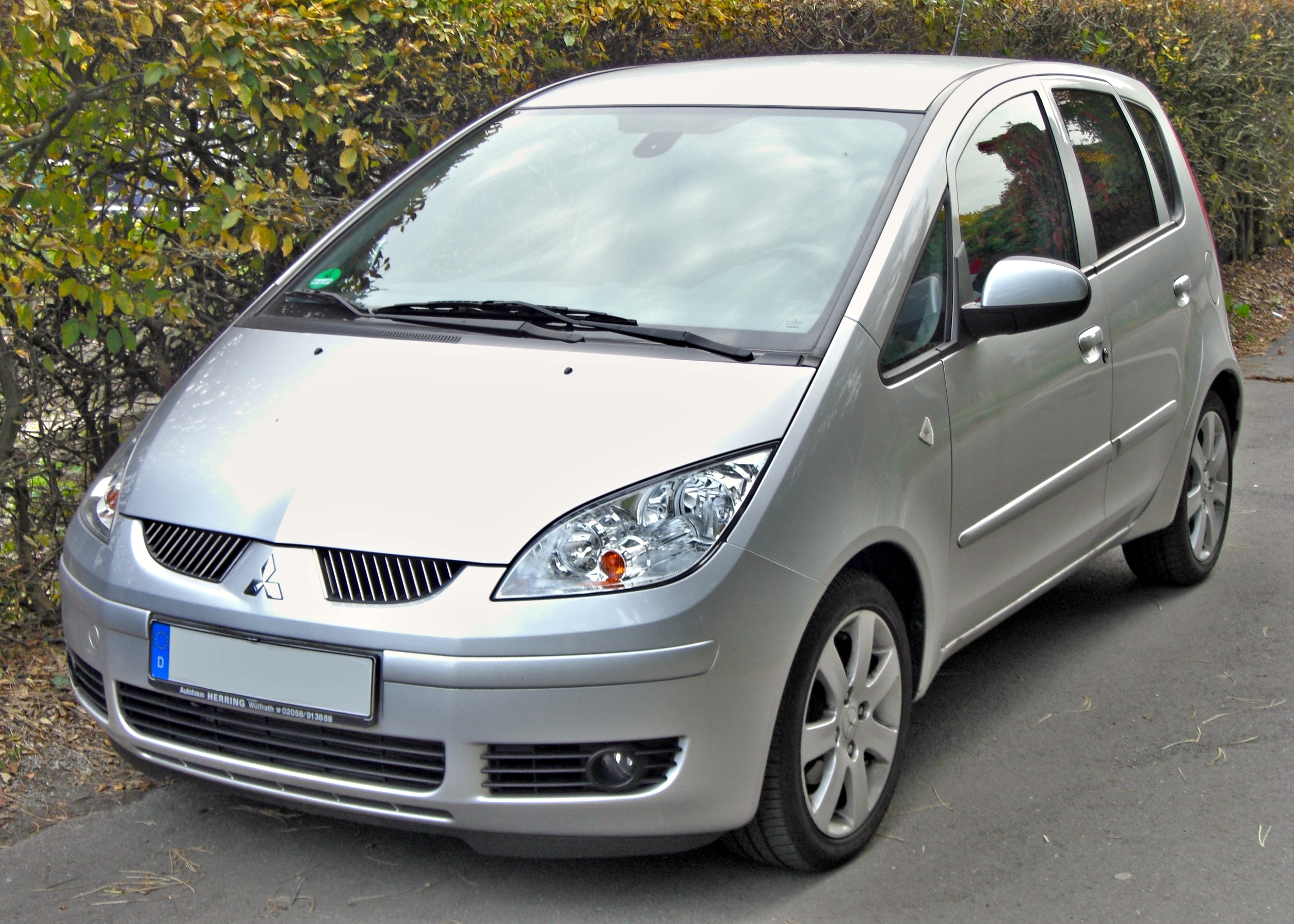
Mitsubishi Colt Z30

Op de Autosalon van Genève in 2004 werd de zesde generatie Mitsubishi Colt gepresenteerd aan het Europese publiek. In juni 2004 werd deze generatie Mitsubishi Colt gelanceerd in Nederland, aanvankelijk enkel als vijfdeurs (CZ5) hatchback. In januari 2005 startte ook de verkoop van de driedeurs (CZ3) hatchback. Deze generatie werd al sinds 11 november 2002 in Japan verkocht, waar dit model voor het eerst de naam Colt zou gaan dragen. De Colt Z30 is gebaseerd op Deze generatie Colt werd geleverd als drie- (CZ3 en CZT) en vijfdeurs hatchback (CZ5) en coupé cabriolet (CZC). Buiten Europa wordt dit model ook als vijfdeurs stationwagen (Colt Plus) verkocht.

#### Ontwerp en productie
Op de 35ste Tokyo Motor Show in 2001 toonde Mitsubishi naast andere conceptauto's de CZ2- en CZ3 Tarmac-conceptauto's, ontworpen door Olivier Boulay. De CZ2-conceptauto legt de focus op vrijgezelle en alleenstaande vrouwen, een markt die door Mitsubishi vaak genegeerd werd. De conceptauto heeft uitneembare handtassen in de portieren, een hoge zit om kleinere vrouwen voldoende zicht te bieden en een gewelfd dashboard. Verder nam Boulay inspiratie uit de 1959 Mitsubishi Leo, een driewieler motorfiets met laadbak.
De Colt Z30 werd op hetzelfde Mitsubishi Z platform gebouwd als het zustermodel de Smart ForFour, en is in samenwerking met DaimlerChrysler ontwikkeld. Dit model werd voor de Europese markt geproduceerd door NedCar in Born tussen 2004 en 2012. Het dakmechanisme van de Mitsubishi Colt CZC coupé cabriolet werd door het Italiaanse designhuis Pininfarina ontwikkeld en geproduceerd in hun fabriek, Bairo Canavese, te Turijn. Ken Okuyama is hoofd-ontwerper van de Mitsubishi Colt CZC.

#### Colt CZC

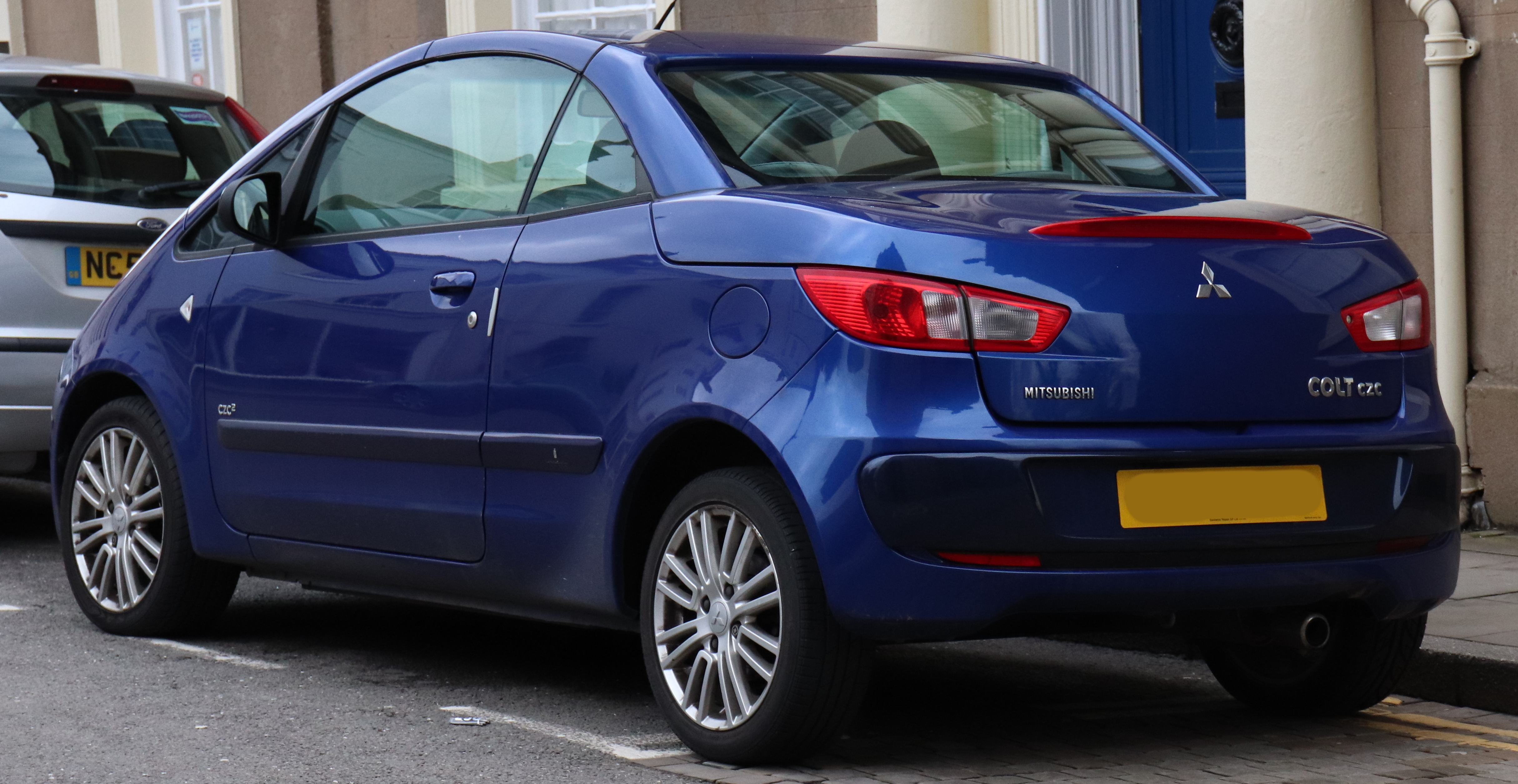
Mitsubishi Colt CZC achteraanzicht

Vanaf mei 2006 werd de Mitsubishi Colt CZC coupé cabriolet verkocht. Dit model wordt aangedreven door de 1,5 liter 4A91 en 4G15T benzinemotoren. In totaal zijn 16695 exemplaren gebouwd.
Huidige modellen:
380 ·
Adventure ·
ASX ·
Challenger/Pajero Sport ·
Colt ·
Delica ·
Eclipse ·
eK ·
Endeavor ·
Freeca ·
Galant ·
Grandis ·
i ·
Jolie ·
Kuda ·
L200 ·
Lancer ·
Lancer Evo ·
Maven ·
Minica ·
Nativa ·
Outlander ·
Pajero ·
Pajero iO ·
Pajero Mini ·
Pajero Pinin ·
Raider ·
Space Gear ·
Strada ·
Town Box ·
Triton ·
Zinger
Historische modellen:
360 ·
3000GT ·
500 ·
Airtrek ·
Aspire ·
Carisma ·
Chariot ·
Cordia ·
Debonair ·
Diamante ·
Dignity ·
Dingo ·
Dion ·
Emeraude ·
Eterna ·
Expo ·
Forte ·
FTO ·
Galant GTO ·
Galant VR-4 ·
Jeep CJ-3B ·
Galant Lambda ·
GTO ·
Lancer 1600 GSR ·
Legnum ·
Libero ·
L200 ·
Magna ·
Mirage ·
Model A ·
Nimbus ·
Pajero Junior ·
Pistachio ·
Proudia ·
RVR ·
Sapporo ·
Sigma ·
Space Runner ·
Space Wagon ·
Space Star ·
Starion ·
Toppo ·
Tredia ·
Verada
Conceptauto's:
Concept CT MIEV ·
Concept D-5 ·
Concept EZ MIEV ·
Lancer Evolution ·
HSR ·
i ·
SE-RO ·
SST ·
Tarmac